# Albert Meier
Albert Meier (ur. 22 sierpnia 1927 w Fällanden, zm. 27 września 2017 w Volketswil) – szwajcarski kolarz przełajowy, brązowy medalista mistrzostw świata.

## Kariera
Największy sukces w karierze Albert Meier osiągnął w 1952 roku, kiedy zdobył brązowy medal w kategorii elite podczas przełajowych mistrzostw świata w Genewie. W zawodach tych wyprzedzili go jedynie dwaj Francuzi: Roger Rondeaux oraz André Dufraisse. Został tym samym pierwszym w historii szwajcarskim kolarzem przełajowym, który zdobył medal na mistrzostwach świata. Był to jednak zarazem jedyny medal wywalczony przez niego na międzynarodowej imprezie tej rangi. Był też między innymi szósty na mistrzostwach świata w Edelare w 1957 roku oraz dziewiąty na rozgrywanych sześć lat wcześniej mistrzostwach świata w Luksemburgu. Wielokrotnie zdobywał medale przełajowych mistrzostw kraju, w tym złoty w 1957 roku. Nigdy nie wystąpił na igrzyskach olimpijskich. W 1958 roku zakończył karierę.